# Krëusa (Tochter des Erechtheus)
Krëusa (altgriechisch Κρέουσα Kréousa) ist eine Figur der griechischen Mythologie. Ihre Eltern waren Erechtheus und Praxithea. Als ihre Geschwister werden Kekrops, Orneus, Thespios, Metion, Sikyon, Pandoros, Alkon, Eupalamos, Prokris, Oreithyia, Chthonia, Protogeneia, Pandora und Merope genannt.

## Mythen

### Das Opfer
Als einst der Thraker Eumolpos mit einem großen Heer Athen belagerte, befragte König Erechtheus das Orakel von Delphi. Die Weissagung lautete, er müsse für den Sieg eine Tochter opfern. Krëusa wurde geschont, weil sie sich noch im zartesten Kindesalter befand.
In einer anderen Version dieser Geschichte ist nur von drei Töchtern die Rede, die insgeheim vereinbart hatten, dass sie alle sterben wollten, wenn eine von ihnen umkäme; so nahmen sich nach dem Tode der ausgewählten Schwester die anderen das Leben. Die drei wurden in den Himmel erhoben, als Sternbild der Hyaden.

### Krëusa und die Götter
Nach dem Drama Ion des Euripides wurde Krëusa in einer Höhle an der Nordseite der Akropolis von Apollon überwältigt. Sie gebar ihm die Hypothesis und den Ion. Das Kind, Ion, setzte sie an derselben Stelle in einem Korb aus; Hermes brachte es auf Apollons Befehl nach Delphi, wo es von der Priesterin erzogen wurde. Ion wurde zum Stammvater der Ionier. Meist wird jedoch erzählt, dass er der Sohn von Krëusas Gemahl Xuthos war.
Hermes wiederum soll sie den Kephalos geboren haben; andere Quellen nennen Herse als Mutter des Kephalos.

### Krëusa und Xuthos
Als Herrscher von Iolkos wurde Xuthos von seinen Brüdern Aeolos und Doros vertrieben; Erechtheus gewährte ihm Asyl und gab ihm seine Tochter Krëusa zur Frau.
Die Ehe blieb zunächst kinderlos. Erst nach einer Wallfahrt nach Delphi wurden dem Paar Doros und Achaios geboren, die Stammväter der Dorer und der Achaier. (Allerdings besteht hier ein Widerspruch zur o. g. Genealogie, der zufolge Doros ein Bruder des Xuthos gewesen sein soll.) Als weitere Nachkommen werden Diomede und Ion genannt.